# Malý Beranov
Malý Beranov – miejscowość i gmina (obec) w Czechach, w kraju Wysoczyna, w powiecie Igława. W 2022 roku liczyła 618 mieszkańców.
W miejscowości znajduje się przystanek kolejowy Malý Beranov.